# Motorsportåret 2008
En sammanfattning och ett länkregister till Wikipediaartiklar om Motorsportåret 2008.

## Bilsport

### Officiella Förar-VM
| Kategori | Sida | Mästare        | Tvåa              | Trea           |
| -------- | ---- | -------------- | ----------------- | -------------- |
| Formel 1 | *    | Lewis Hamilton | Felipe Massa      | Kimi Räikkönen |
| Rally-VM | *    | Sébastien Loeb | Mikko Hirvonen    | Dani Sordo     |
| WTCC     | *    | Yvan Muller    | Gabriele Tarquini | Rob Huff       |

### Amerikansk formelbilsracing
| Kategori    | Sida | Mästare        | Tvåa              | Trea               |
| ----------- | ---- | -------------- | ----------------- | ------------------ |
| Atlantic    | *    | Markus Niemelä | Jonathan Bomarito | Jonathan Summerton |
| IndyCar     | *    | Scott Dixon    | Hélio Castroneves | Tony Kanaan        |
| Indy Lights | *    | Raphael Matos  | Richard Antinucci | Bia Figueiredo     |

### Stockcars
| Kategori          | Sida | Vinnare           | Tvåa          | Trea            |
| ----------------- | ---- | ----------------- | ------------- | --------------- |
| NASCAR            | *    | Jimmie Johnson    | Carl Edwards  | Greg Biffle     |
| NASCAR Nationwide | *    | Clint Bowyer      | Carl Edwards  | Brad Keselowski |
| NASCAR Craftsman  | *    | Johnny Benson Jr. | Ron Hornaday  | Todd Bodine     |
| Speedcar          | *    | Johnny Herbert    | David Terrien | Uwe Alzen       |

### Amerikanska sportvagnar
| Kategori  | Sida | Mästare                        | Tvåa                           | Trea                     |
| --------- | ---- | ------------------------------ | ------------------------------ | ------------------------ |
| ALMS LMP1 | *    | Lucas Luhr Marco Werner        | Emanuele Pirro                 | Jon Field                |
| ALMS LMP2 | *    | Timo Bernhard Romain Dumas     | David Brabham Scott Sharp      | Patrick Long             |
| ALMS GT1  | *    | Jan Magnussen Johnny O'Connell | Oliver Gavin Olivier Beretta   | Ducote Terry Borcheller  |
| ALMS GT2  | *    | Jörg Bergmeister Wolf Henzler  | Dominik Farnbacher Dirk Müller | van Overbeek Pilet       |
| Grand-Am  | *    | Scott Pruett Memo Rojas        | Alex Gurney Jon Fogarty        | J.C. France João Barbosa |